# قرة بلاغ (عباس الغربي)
قرة بلاغ (بالفارسية: قره‌بلاغ) هي منطقة سكنية تقع في إيران في قسم عباس الغربي الريفي. يقدر عدد سكانها بـ 163 نسمة .